# Аманда (тропічний шторм, 2020)
Тропічний Шторм Аманда (англ. Tropical Storm Amanda) — короткотривалий тропічний шторм який спричинив повені та зсуви ґрунту в Центральній Америці в кінці травня 2020 року. Другий тропічний циклон і перший названий шторм сезону ураганів Тихого океану 2020 року.

## Метеорологічна історія
Аманда розвинулася з широкої області, пов'язаної з низьким тиском 26 травня з тропічною хвилею рушив біля узбережжя Нікарагуа. Порушення стало повільніше розвиватися циркуляцією і 30 травня, і система була позначена як Тропічна депресія Two-E.  30 травня система досягла центральної глибокої конвекції над уже закритою циркуляцією низького рівня і була вважана достатньо організованою, щоб пізніше того ж дня була позначена як Тропічна депресія Two-E.  Депресія повільно посилювалася до сили 30 kt (35 миль / год, 55 км / год) за допомогою досить теплої температури поверхні моря  і в той час вважалося малоймовірним посилення далі.  Однак конвективна організація продовжувала вдосконалюватися, оскільки система також стала набагато компактнішою, і супутникові оцінки дозволили NHC модернізувати тропічну депресію в Тропічний шторм о 09:00 UTC 31 травня, першою названою бурею сезону. О 12:00 годині, Аманда здійснила вихід на берег у південно-східній частині Гватемали. Пізніше того ж дня Аманда швидко слабшала і розсіювалася над країною [16], а її залишки продовжували йти на північ. Його залишками стали Тропічна депресія Три, пізніше Тропічний шторм Крістобаль, 1 червня о 21:00 UTC..

## Наслідки

### Гватемала
31 травня Аманда здійснила вихід на берег у Гватемалі. Уряд Гватемали виніс попередження про тропічну шторм для всієї берегової лінії Гватемали, від  Мексики до кордону з Сальвадор. У Гватемалі було відкрито майже 1500 притулків для постраждалих від шторму. По всій країні загинули двоє людей.

### Сальвадор
У Сальвадорі проливні дощі завдали значної шкоди уздовж прибережних міст країни, коли ріки виходили з берегів та змивали будівлі.  Опади досягли 267,4 мм (10,53 дюйма). Аманда убила 16 людей у Сальвадорі, з яких щонайменше шість загинули внаслідок спалаху, а один загинув від зруйнованого будинку. Сім людей залишаються зниклими безвісти станом на 2 червня.  По всій країні було пошкоджено понад 900 будинків, а 1200 сімей були евакуйовані до 51 притулку через Ла-Лібертад, Сан-Сальвадор, Сонсонате та Сан-Вісенте. У столиці Сан-Сальвадорі було знищено 50 будинків, а 23 машини потрапили в раковину.  Президент Сальвадору Наїб Букеле оголосив 15-денне надзвичайний стан через шторм. Існують тимчасові зняття обмежень на рух для тривалої пандемії COVID-19, що дозволяє людям купувати ліки, тоді як магазини апаратних засобів дозволяється відкривати з обмеженою потужністю, щоб люди могли придбати обладнання для ремонту. Збитки по всій країні оцінюються в розмірі понад 200 мільйонів доларів США..
Президент в Сальвадорі Найбі Букеле пообіцяв у ніч на неділю, що кожній родині в Комунідад Нуева Ісреал буде надано 10 000 доларів, будинок яких затопила Аманда.